# Бабский, Евгений Борисович
Евге́ний Бори́сович Ба́бский (15 [28] января 1902, Горис — 10 сентября 1973, Москва) — советский физиолог, член Академии наук УССР (1948).

## Биография
Родился 15 (28) января 1902 года в Горисе (Елизаветпольская губерния).
В 1924 году окончил медицинский факультет Московского университета. В период с 1932 по 1949 год — профессор Московского педагогического института им. Ленина, затем работал в Институте физиологии АН УССР, с 1952 года — в учреждениях Академии медицинских наук СССР.
Основные работы посвящены изучению моторики пищеварительного тракта, общей физиологии нервной системы, химическим факторам возбуждения, механизмам мышечного сокращения, нервной регуляции и ионным механизмам автоматии сердца, обмену веществ миокарда в разные фазы сердечного цикла, медицинской электронике и кибернетике, истории физиологии человека и животных.
Обнаружил некоторые энзимо-химические изменения при электротоне нервов и развил теорию химического механизма тетанического сокращения скелетной мышцы. Разработал и усовершенствовал ряд методов исследования сердечной деятельности, желудочно-кишечного тракта и другие (динамокардиография).
Был крупнейшим советским специалистом в области эндорадиозондирования — разработке и медицинском применении радиокапсул, измеряющих во время прохождения через желудок и кишечник человека и передающих на автономный приёмник значения кислотности желудочно-кишечного тракта, давления и температуры.

Могила Е. Б. Бабского на Введенском кладбище Москвы.

Умер 10 сентября 1973 года. Похоронен на Введенском кладбище (уч. 23).